# 1997 CW27
1997 CW27 är en asteroid i huvudbältet som upptäcktes den 6 februari 1997 av Beijing Schmidt CCD Asteroid Program vid Xinglong-observatoriet.
Asteroiden har en diameter på ungefär 5 kilometer och den tillhör asteroidgruppen Nysa.